# 斯坦基夫齊 (多利納區)
48°59′50″N 23°47′53″E / 48.99722°N 23.79806°E
斯坦基夫齊（烏克蘭語：Станківці），是烏克蘭西部的村莊，隸屬伊萬諾-弗蘭科夫斯克州的卡盧什區。該村面積2.74平方公里，2001年人口615，人口密度每平方公里224.45人。